# Ндебеле (народ у ПАР)
Ндебеле (ндебеле amaNdebele) — народ групи нгуні, який проживає в Південній Африці, головним чином на території колишньої провінції Трансвааль. Ндебеле були одним із кланів нгуні, що проживали на східному березі Південної Африки. Перші нгуні, послідовники вождя на ім'я Мусі, осіли в Трансваалі в XVIII столітті; пізніше вони брали участь у Мфекане, коли владу захопив Мзіліказі, колишній воєначальник в армії Чакі. Частина ндебеле пішла з Мзіліказі на північ, у нинішній Зімбабве (Матабелеленд). У Трансваалі зараз існує дві групи ндебеле: північна — в Лімпопо, навколо міст Мокопане (Потхітерсрюс) і Полокване (Пітерсбург) — і південна (навколо Бронкхорстспрейта, на схід від Преторії).

### Історія
Наприкінці XIX століття ндебеле під керівництвом Ньябели безуспішно воювали з бурськими поселенцями, яких очолював Піт Жубер, пізніше здобув популярність в ході першої і другої англо-бурських воєн.
Північні ндебеле в даний час майже повністю асимілювалися зі своїми сусідами (сото і тсвана) в тому, що стосується мови і звичаїв. Південні ндебеле краще зберегли мову, а в епоху апартеїду для них був створений спеціальний бантустан Квандебеле. Зараз його територія входить в провінцію Мпумаланга, а ндебеле — одна з офіційних мов ПАР. В рамках групи нгуні мова ндебеле близька сваті і путі, входячи в підгрупу текелі.

### Культура
Традиційно жіночі одяг та прикраси залежать від сімейного стану: одружені жінки носять важкі латунні або мідні кільця навколо шиї, рук та ніг, тоді як дівчата прикрашають себе намистом, інкрустованим перлами. Можна вважати, що нашийні кільця еквівалентні за значенням обручкам, бо жінки отримують їх під час весілля. Чим багатший чоловік, тим більше кілець отримує дружина.

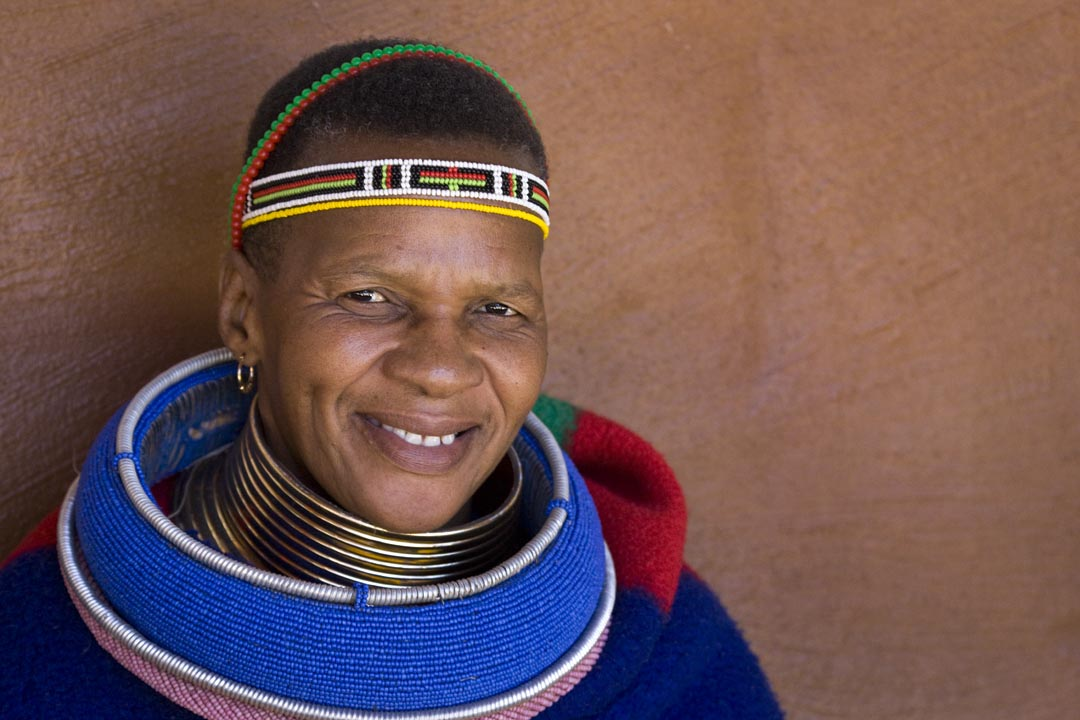
Жінка у традиційному одязі ндебеле

### Мистецтво

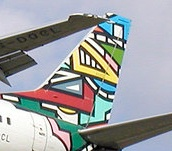
Хвіст літака BA з візерунками ндебеле

Велику популярність мають розписні будинки ндебеле, які традиційно створюють жінки після весілля. Одвічно симетричні візерунки робилися вручну без допомоги лінійок чи косинців, а потім зафарбовувалися жовтими, брунатними та червоними пігментами з вохри. Сучасні візерунки набагато барвистіші завдяки синтетичним барвникам. 
В 1997 році авіакомпанія British Airways використовувала візерунки ндебеле для прикрашення кількох літаків.
Однією з найвідоміших сучасних художниць ндебеле, яка використовує традиційні орнаменти на нових поверхнях, є Естер Малангу. 

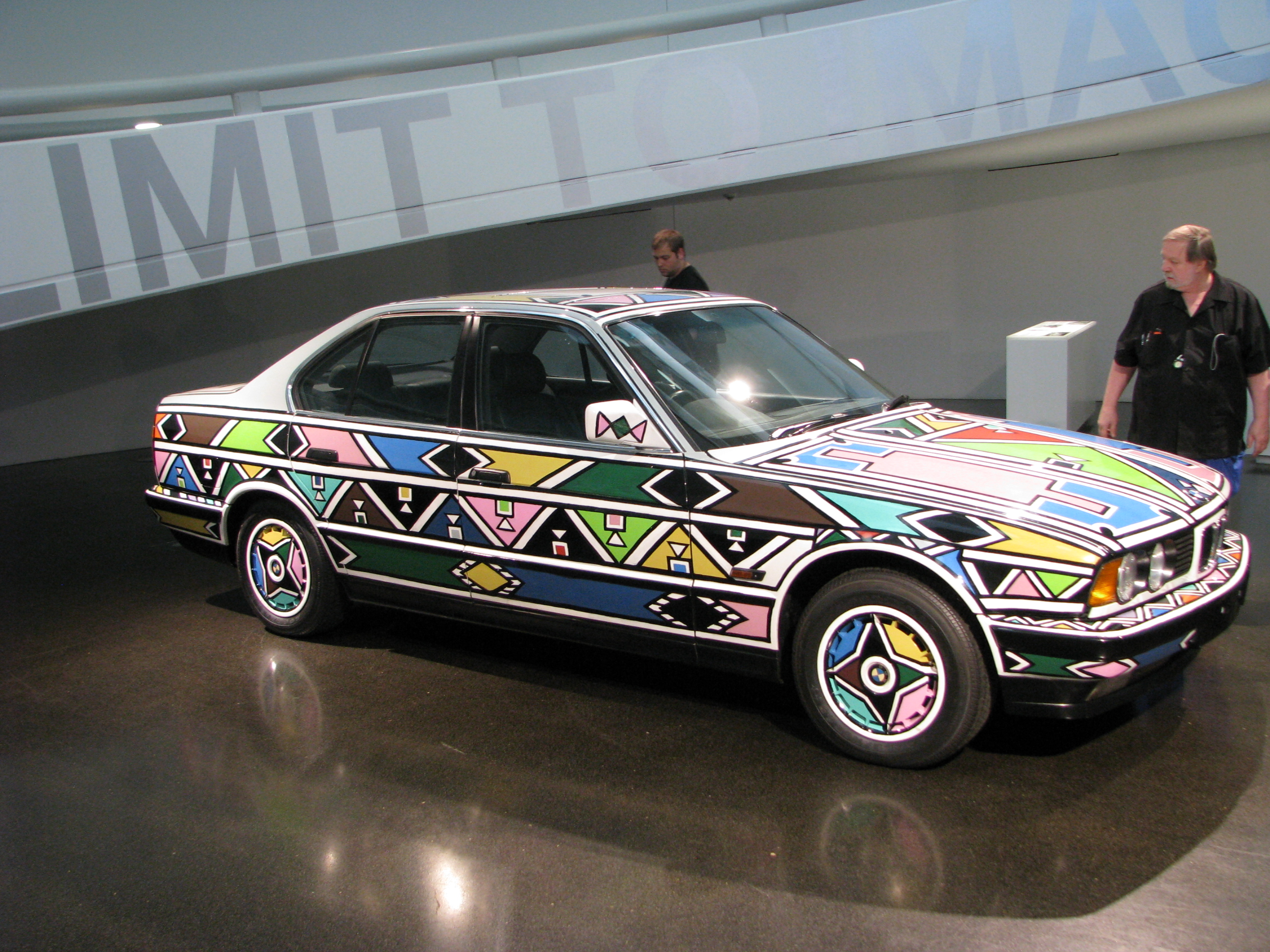
автомобіль БМВ із візерунками Естер Малангу